# Ландэзен, Эдуард Фёдорович
Эдуард Фёдорович фон Ландэзен (27 июня (9 июля) 1837 — 8 (21) августа 1906) — российский доктор медицины, педиатр, общественный деятель.

## Биография
Родился в городе Пернова Лифлянской губернии (ныне Пярну, Эстония) в потомственной дворянской семье уездного врача, надворного советника и кавалера, доктора Фридриха Готлиба фон-Ландезен и его супруги Марии Иоганны урождённой Клювер. В семье было также ещё четыре дочери.
Окончил медицинский факультет Дерптского университета в 1863 году и продолжил обучение в Берлинском университете. С 1867 года — член-корреспондент Минского общества врачей. В 1867 году он начал работать доктором на Рождественской мануфактуре купца Каулина. Вскоре женился на дочери поручика Тургенева, Софье Петровне (1846—1915).
Одновременно с работой на фабрике Каулина он был приглашён врачом в мужскую гимназию и, несколько позднее, в Мариинскую женскую гимназию, а также в больницу Тверской духовной семинарии. В 1873 году он стал работать врачом Тверского участка Николаевской железной дороги. Кроме этого, в 1875—1881 годах он был внештатным врачом Тверской почтовой конторы.
По инициативе Э. Ф. Ландэзена при фабрике Рождественской мануфактуры были построены больница и холерный барак; на железнодорожной станции он организовал приёмный покой на пять кроватей. Им был разработан проект родовспомогательного учреждения и училища при нём для обучения повивальных бабок. В 1871 году его избрали почётным членом Тверского губернского попечительства детских приютов; в 1877—1898 годах он был директором Тверского детского приюта. В 1895 году, когда исполнилось 50 лет существования приюта, он был награждён императрицей Марией Фёдоровной золотым перстнём с бриллиантами, а в 1898 году он был назначен попечителем детских приютов при Главном Комитете по сбору пожертвований в пользу приютов.
Ландэзен много лет был гласным Тверской городской думы (1879—1893 и 1897—1906), а с 1889 года — гласным Тверского уездного земского собрания. В 1881 году его причисляют «… к собственной его Императорского Величества канцелярии по учреждениям императрицы Марии Феодоровны с оставлением в прежних должностях и званиях».
Э. Ф. Ландэзен был награждён орденами Св. Станислава 1-й ст., Св. Анны 2-й ст., Св. Владимира 4-й ст.
Имел пятерых детей. Из них известность получили: Фёдор Эдуардович (1871—1920) — организатор профессионального пожарного образования в России (учредил 5 (18) октября 1906 года Курсы пожарных техников); Эдуард Эдуардович (1872—1928) — врач; Мария Эдуардовна (1874—1948) — певица Мэри Ланская, организатор Тверской оперной студии, которую посещал Алексей Иванов.
Супруги Ландэзен были среди учредителей в 1868 году, а затем постоянными членами благотворительного общества «Доброхотная копейка». Фон-Ландэзен длительное время являлся членом попечительства учреждений (столовая, ночлежный приют и «Дом трудолюбия») этого общества. Его жена, Софья Петровна пела на благотворительных концертах. Ландэзен был членом общества вспомоществования мужской гимназии и реального училища, попечительского совета Мариинской женской гимназии; в женской гимназии им была назначена стипендия имени отца — Фёдора Ивановича (Фридриха Готлиба) фон Ландэзена. Также Э. Ф. Ландэзен был членом Тверского общества любителей археологии, истории и естествознания.
Умер в Твери в ночь на 9 августа 1906 года от кровоизлияния в мозг. Был похоронен на немецком кладбище, ликвидированном в 1960-х годах. В 1906 году улица, где он жил, была названа Ландэзенской (ныне улица Жигарева).
Выслужил чин действительного статского советника[уточнить].